# Marco De Luca
Marco De Luca (Roma, 12 maggio 1981) è un marciatore italiano.

## Biografia
Allenato da Patrizio Parcesepe, vanta 29 presenze in Nazionale maggiore (incluse tre partecipazioni ai Giochi olimpici e sette ai Mondiali), e tre titoli nazionali assoluti (due sulla 50 km di marcia e uno sulla 20 km).
Il suo miglior risultato è il 7º posto (finalista, impresa riuscita solo 22 volte nelle ultime 6 partecipazioni italiane ai mondiali), della 50 km ai Mondiali di Berlino 2009 e il 6º posto agli Europei di Barcellona 2010 e Zurigo 2014. Si è classificato nei primi 20 del ranking mondiale della 50 km di marcia in nove stagioni.
A marzo 2018 dichiara di aver intenzione di terminare la sua carriera agonistica nel 2023 e di porsi come obiettivo di carriera i Giochi olimpici di Tokyo 2020.

## Progressione

### Marcia 50 km
| Stagione | Tempo    | Luogo           | Data       | Rank. Mond. |
| -------- | -------- | --------------- | ---------- | ----------- |
| 2021     | 3h50'48" | Poděbrady       | 16-5-2021  | 32º         |
| 2019     | 3h58'54" | Alytus          | 19-5-2019  | 87º         |
| 2018     | 3h55'47" | Berlino         | 7-8-2018   | 40º         |
| 2017     | 3h45'02" | Londra          | 13-8-2017  | 11º         |
| 2016     | 3h44'47" | Roma            | 8-5-2016   | 16º         |
| 2015     | 3h46'21" | Murcia          | 17-5-2015  | 17º         |
| 2014     | 3h45'25" | Zurigo          | 15-8-2014  | 13º         |
| 2013     | 3h48'05" | Mosca           | 14-8-2013  | 18º         |
| 2012     | 3h47'19" | Londra          | 11-8-2012  | 21º         |
| 2011     | 3h49'40" | Taegu           | 3-9-2011   | 26º         |
| 2010     | 3h48'36" | Barcellona      | 30-7-2010  | 12º         |
| 2009     | 3h46'31" | Berlino         | 21-8-2009  | 16º         |
| 2008     | 3h49'21" | Čeboksary       | 11-5-2008  | 21º         |
| 2007     | 3h47'04" | Leamington Spa  | 20-5-2007  | 14º         |
| 2006     | 3h48'08" | Göteborg        | 10-8-2006  | 17º         |
| 2005     | 3h55'30" | Miskolc         | 21-5-2005  | 48º         |
| 2004     | 4h05'01" | Termoli         | 15-2-2004  | 96º         |
| 2003     | 4h13'24" | Reggio Calabria | 12-10-2003 | 122º        |

## Palmarès
| Anno | Manifestazione  | Sede           | Evento       | Risultato | Prestazione | Note                                     |
| ---- | --------------- | -------------- | ------------ | --------- | ----------- | ---------------------------------------- |
| 2005 | Mondiali        | Helsinki       | Marcia 50 km | 13º       | 3h58'32"    |                                          |
| 2006 | Europei         | Göteborg       | Marcia 50 km | 7º        | 3h48'08"    | Miglior prestazione personale            |
| 2007 | Mondiali        | Osaka          | Marcia 50 km | dnf       | dnf         |                                          |
| 2008 | Giochi olimpici | Pechino        | Marcia 50 km | 19º       | 3h54'47"    |                                          |
| 2009 | Mondiali        | Berlino        | Marcia 50 km | 7º        | 3h46'31"    | Miglior prestazione personale            |
| 2010 | Europei         | Barcellona     | Marcia 50 km | 6º        | 3h48'36"    | Miglior prestazione personale stagionale |
| 2011 | Mondiali        | Taegu          | Marcia 50 km | 11º       | 3h49'40"    | Miglior prestazione personale stagionale |
| 2012 | Giochi olimpici | Londra         | Marcia 50 km | 14º       | 3h47'19"    | Miglior prestazione personale stagionale |
| 2013 | Mondiali        | Mosca          | Marcia 50 km | 15º       | 3h48'05"    | Miglior prestazione personale stagionale |
| 2014 | Europei         | Zurigo         | Marcia 50 km | 6º        | 3h45'25"    | Miglior prestazione personale            |
| 2015 | Mondiali        | Pechino        | Marcia 50 km | 16º       | 3h53'02"    |                                          |
| 2016 | Giochi olimpici | Rio de Janeiro | Marcia 50 km | 21º       | 3h54'40"    |                                          |
| 2017 | Mondiali        | Londra         | Marcia 50 km | 8º        | 3h45'02"    | Miglior prestazione personale stagionale |
| 2018 | Europei         | Berlino        | Marcia 50 km | 10º       | 3h55'47"    | Miglior prestazione personale stagionale |
| 2021 | Giochi olimpici | Tokyo          | Marcia 50 km | dnf       | dnf         |                                          |

## Campionati nazionali
- 1 volta campione nazionale assoluto di marcia 20 km (2011)
- 2 volte campione nazionale assoluto di marcia 50 km (2006, 2009)

## Altre competizioni internazionali
2005
- 13º in Coppa Europa di marcia ( Miskolc), marcia 50 km - 3h55'30"
- Bronzo a squadre in Coppa Europa di marcia ( Miskolc), marcia 50 km - 30 p.

2006
- 9º in Coppa del mondo di marcia ( La Coruña), marcia 50 km - 3h48'08"
- 5º a squadre in Coppa del mondo di marcia ( La Coruña), marcia 50 km - 69 p.

2007
- 8º in Coppa Europa di marcia ( Leamington Spa), marcia 50 km - 3h47'04"
- 5º a squadre in Coppa Europa di marcia ( Leamington Spa), marcia 50 km - 60 p.

2008
- 8º in Coppa del mondo di marcia ( Čeboksary), marcia 50 km - 3h49'21"
- Oro a squadre in Coppa del mondo di marcia ( Čeboksary), marcia 50 km - 28 p.

2009
- 8º in Coppa Europa di marcia ( Metz), marcia 50 km - 3h54'35"
- Bronzo a squadre in Coppa Europa di marcia ( Metz), marcia 50 km - 38 p.

2010
- 14º in Coppa del mondo di marcia ( Chihuahua), marcia 50 km - 3h48'36"
- 6º a squadre in Coppa del mondo di marcia ( Chihuahua), marcia 50 km - 67 p.

2011
- Argento in Coppa Europa di marcia ( Olhão), marcia 50 km - 3h50'13"
- Oro a squadre in Coppa Europa di marcia ( Olhão), marcia 50 km - 16 p.

2012
- 6º in Coppa del mondo di marcia ( Saransk), marcia 50 km - 3h49'50"
- 6º a squadre in Coppa del mondo di marcia ( Saransk), marcia 50 km - 82 p.

2014
- 51º in Coppa del mondo di marcia ( Taicang), marcia 20 km - 1h23'34"
- 9º a squadre in Coppa del mondo di marcia ( Taicang), marcia 20 km - 117 p.

2015
- Bronzo in Coppa Europa di marcia ( Murcia), marcia 50 km - 3h46'21"
- Argento a squadre in Coppa Europa di marcia ( Murcia), marcia 50 km - 23 p.

2016
- Bronzo ai Mondiali a squadre di marcia ( Roma), marcia 50 km - 3h44'47"
- Oro a squadre in Coppa del mondo di marcia ( Roma), marcia 50 km - 14 p.

2017
- 29º in Coppa Europa di marcia ( Poděbrady), marcia 20 km - 1h25'02"
- 7º a squadre in Coppa Europa di marcia ( Poděbrady), marcia 20 km - 65 p.

2018
- dnf ai Mondiali a squadre di marcia ( Taicang), marcia 20 km

2019
- 19º in Coppa Europa di marcia ( Alytus), marcia 50 km - 3h58'54"
- 5º a squadre in Coppa Europa di marcia ( Alytus), marcia 50 km

2021
- 5º agli Europei a squadre di marcia ( Poděbrady), marcia 50 km - 3h50'48"
- Oro agli Europei a squadre di marcia ( Poděbrady), marcia 50 km - 23 p.